# Quieto o disparo
Quieto o disparo es el primer álbum del músico argentino Migue García, lanzado en 2005 por el sello EMI. Los cortes de difusión fueron "Historias de terror", "Quieto o disparo" y "Obvios no", quienes tuvieron mucha repercusión en las cadenas televisivas.

## Lista de temas
1. Historias de terror
2. Misión
3. Obvios no
4. Seguro
5. Quieto o disparo
6. Antes de hacerte
7. Recordatorio
8. Discusión
9. Penumbra (cover de Luis Alberto Spinetta)

## Músicos
- Migue García - Voz, piano y órgano.
- Lucas Martí - Batería, guitarras y coros.
- Paco Arancibia - Bajo.
- Yuliano Acri - Teclados y coros.

- Datos: Q5483355